# Mikayıl Əliyev
Mikayıl Əliyev –también escrito como Mikayil Aliyev– (26 de enero de 1994) es un deportista azerbaiyano que compitió en taekwondo. Ganó una medalla de plata en el Campeonato Europeo de Taekwondo de 2012, en la categoría de –54 kg.

## Palmarés internacional
| Campeonato Europeo | Campeonato Europeo       | Campeonato Europeo | Campeonato Europeo |
| Año                | Lugar                    | Medalla            | Categoría          |
| ------------------ | ------------------------ | ------------------ | ------------------ |
| 2012               | Mánchester (Reino Unido) | Medalla de plata   | –54 kg             |